# He Yingqin
He Yingqin (ur. 2 kwietnia 1890 w Xingyi, zm. 21 października 1987 w Tajpej) – chiński wojskowy i polityk, generał, jedna z kluczowych postaci Narodowej Armii Rewolucyjnej, stronnik Czang Kaj-szeka, premier (1949), szef sztabu generalnego (1929, 1938–1946), minister wojny (1930–1944) i minister obrony narodowej (1948, 1949). Uczestnik rewolucji Xinhai, ekspedycji północnej, Wojny Środkowych Równin, chińskiej wojny domowej i II wojny chińsko-japońskiej.

## Biografia
Ukończył szkoły wojskowe w Guiyang i Wuchangu, następnie został wysłany na studia do Japonii, gdzie zapoznał się z ideami republikańskimi i wstąpił do Ligi Związkowej. W 1911 roku powrócił do Chin i wziął udział w rewolucji Xinhai, służąc pod rozkazami Chen Qimeia. W 1913 roku, gdy prezydent Yuan Shikai sięgnął po władzę dyktatorską, udał się na emigrację do Japonii.
Po śmierci Yuan Shikaia w 1916 roku wrócił do Chin. W 1924 roku został mianowany przez Czang Kaj-szeka wykładowcą Akademii Whampoa. Jako dowódca jednego z oddziałów Narodowej Armii Rewolucyjnej brał udział w walkach z Chen Jiongmingiem, ekspedycji północnej oraz zainicjowanej przez Czang Kaj-szeka w kwietniu 1927 roku rozprawie z komunistami. Gdy w 1927 roku Wang Jingwei wystąpił przeciw Czangowi, He nie zajął jasnego stanowiska w konflikcie, co kosztowało go utratę zajmowanych stanowisk. Po pojednaniu się z Czangiem w 1930 roku został członkiem sztabu generalnego oraz ministrem obrony. Walczył przeciw komunistom w tzw. Wojnie Środkowych Równin oraz kampaniach przeciw Chińskiej Republice Rad.
Postrzegany jako uległy wobec Japończyków, po prowokacjach ze strony Armii Kwantuńskiej negocjował i parafował tzw. porozumienie Tanggu (1933) i porozumienie He-Umezu (1935), na mocy których siły chińskie wycofały się bez walki z Pekinu i prowincji Hebei. W trakcie tzw. incydentu Xi’an pozostał wierny Czang Kaj-szekowi i opowiadał się za siłową rozprawą z puczystami. W 1944 roku odwołany został z funkcji ministra obrony, na której zastąpił go Chen Cheng. 9 września 1945 roku w Nankinie przyjął z rąk generała Yasujiego Okamury akt kapitulacji Japonii. W 1946 roku został mianowany szefem chińskiej delegacji wojskowej przy Radzie Bezpieczeństwa ONZ.
Po rezygnacji Czang Kaj-szeka z funkcji prezydenta został w marcu 1949 roku mianowany przez jego następcę, Li Zongrena, premierem i ministrem obrony. Podał się do dymisji w czerwcu tego samego roku po tym, jak oddziałom komunistycznym udało się sforsować rzekę Jangcy. Pod koniec 1949 roku uciekł wraz z rządem Republiki Chińskiej na Tajwan, nie odgrywając już później większej roli w polityce.